# Jovan Lazarević (giocatore di calcio a 5)
Jovan Lazarević (in serbo Јован Лазаревић?; Smederevo, 11 settembre 1997) è un giocatore di calcio a 5 serbo.

## Carriera
Talento precoce, Lazarević debutta giovanissimo nella Nazionale di calcio a 5 della Serbia, con la quale partecipa, nel 2021, alla Coppa del Mondo. A livello di club ha raccolto minori soddifazioni, cambiando frequentemente squadra. Ha militato nei campionati serbo, sloveno, portoghese, bosniaco, belga, russo e spagnolo.